# Polska Misja Najświętszego Serca Pana Jezusa w Chicago
Polska Misja Najświętszego Serca Pana Jezusa w Chicago, (ang. Sacred Heart Mission) – duszpasterska misja rzymskokatolicka położona w Chicago w stanie Illinois w Stanach Zjednoczonych.
Jest ona etniczną misją w Chicago, z mszą św. w języku polskim dla polskich imigrantów, prowadzoną przez Towarzystwo Jezusowe.

## Historia
Ojcowie jezuici przybyli do Chicago z Nowego Jorku w lipcu 1934 roku, zakładając Dom misyjny Najświętszego Serca Pana Jezusa, przy 4105 N. Avers Ave. W kaplicy Domu misyjnego odbywają się nabożeństwa dla polskich imigrantów.